# Touškov
Touškov je malá vesnice, část města Mirovice v okrese Písek v Jihočeském kraji. Nachází se asi 3,5 kilometru severovýchodně od Mirovic. Touškov je také název katastrálního území o rozloze 1,44 km².

## Historie
První písemná zmínka o vesnici pochází z roku 1336.

## Obyvatelstvo
| Rok            | 1869 | 1880 | 1890 | 1900 | 1910 | 1921 | 1930 | 1950 | 1961 | 1970 | 1980 | 1991 | 2001 | 2011 | 2021 |
| -------------- | ---- | ---- | ---- | ---- | ---- | ---- | ---- | ---- | ---- | ---- | ---- | ---- | ---- | ---- | ---- |
| Počet obyvatel | 152  | 122  | 116  | 132  | 128  | 125  | 137  | 94   | 116  | 95   | 75   | 57   | 42   | 21   | 27   |
| Počet domů     | 20   | 20   | 20   | 20   | 20   | 20   | 25   | 27   | 25   | 25   | 20   | 19   | 24   | 24   | 25   |

## Obecní správa
Při sčítání lidu v letech 1850–1923 Touškov byl osadou obce Zalužany v okrese Písek. V letech 1924–1975 byl samostatnou obcí v okrese Písek. Od 1. ledna 1976 do 31. března 1976 byl částí obce Nerestce v okrese Písek. Od 1. dubna 1976 do 31. prosince 1982 byl částí obce Horosedly v okrese Písek. Od 1. ledna 1983 do 31. prosince 1987 byl částí obce Myslín v okrese Písek. Od 1. ledna 1988 je částí města Mirovice v okrese Písek. Poté se Myslín opět osamostatnil, ale Touškov již zůstal součástí Mirovic.

## Pamětihodnosti
- Výklenková kaple u komunikace do Boješic v lese.[8]

## Galerie

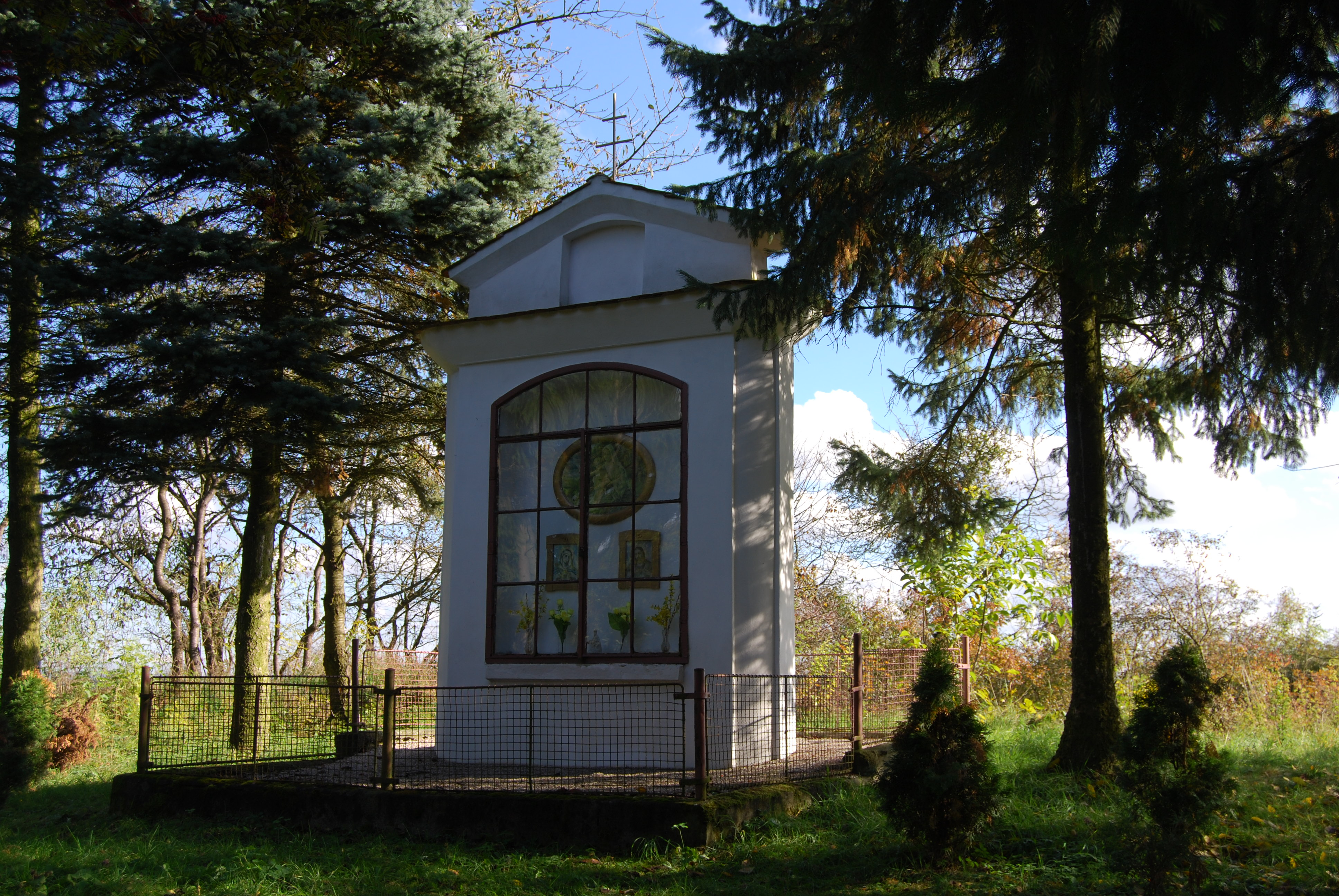
Výklenková kaple poblíž vesnice
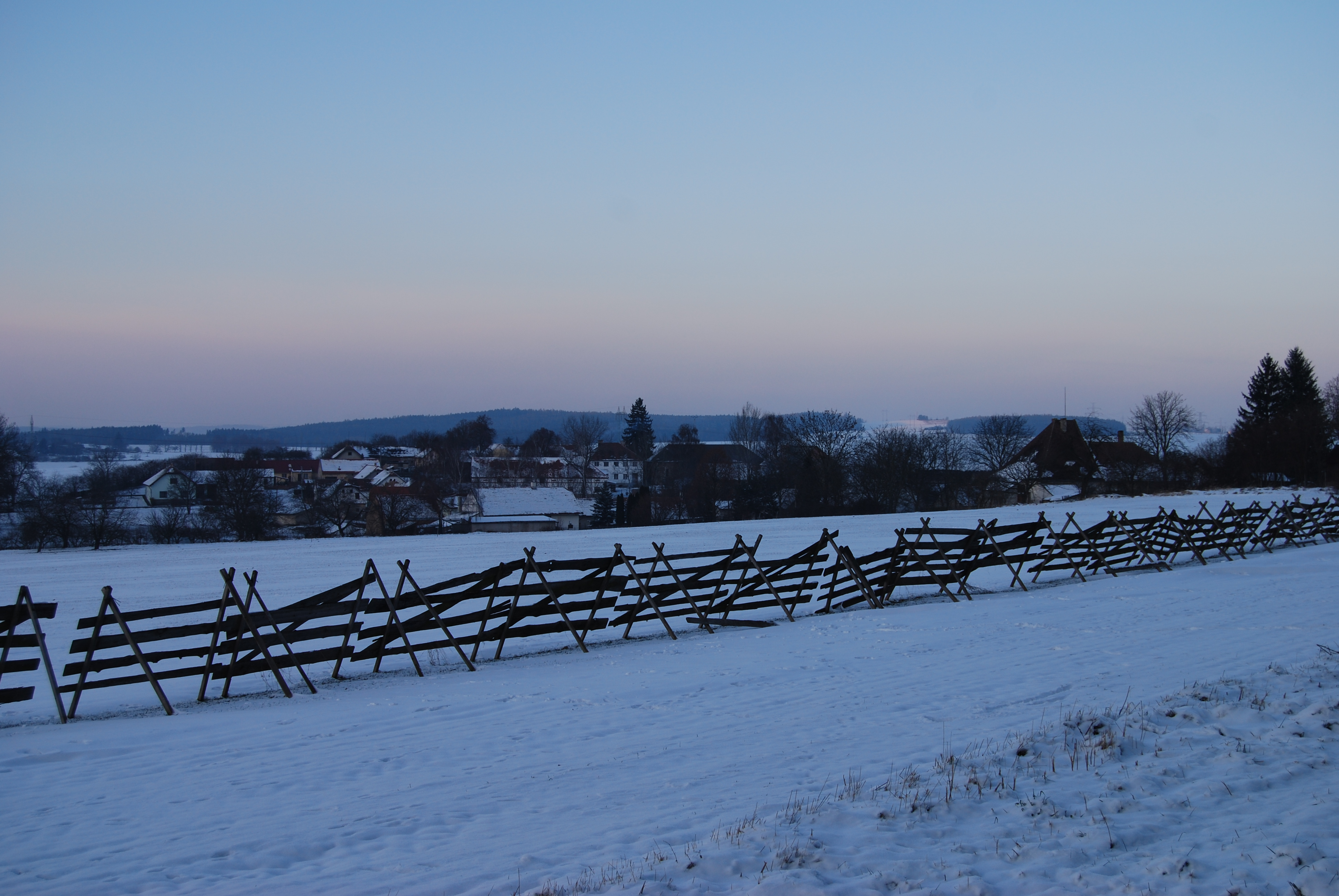
Pohled na část vesnice
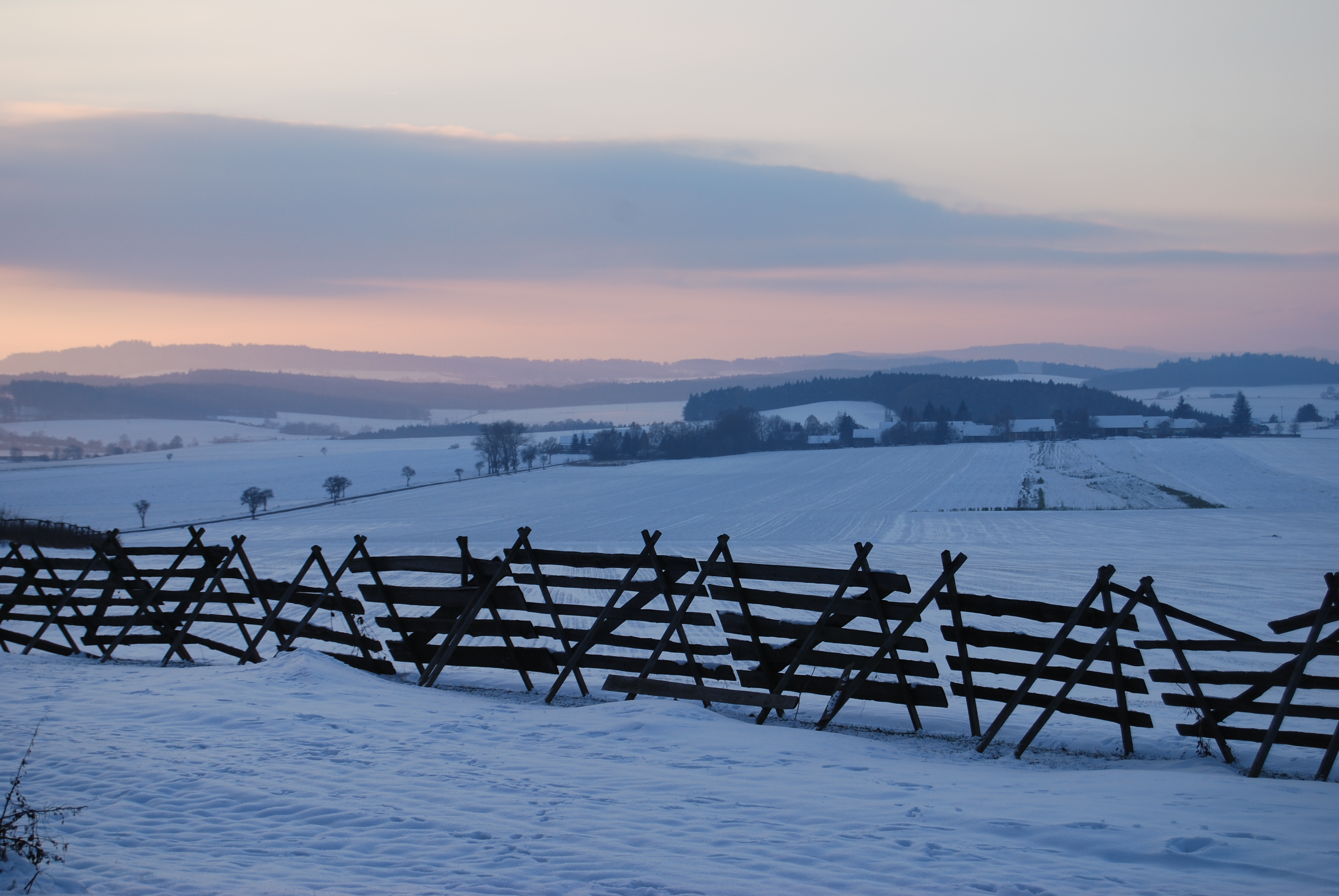
Pohled na okolí